# Souzy-la-Briche
Souzy-la-Briche – miejscowość i gmina we Francji, w regionie Île-de-France, w departamencie Essonne.
Według danych na rok 1990 gminę zamieszkiwało 361 osób, a gęstość zaludnienia wynosiła 49 osób/km² (wśród 1287 gmin regionu Île-de-France Souzy-la-Briche plasuje się na 885. miejscu pod względem liczby ludności, natomiast pod względem powierzchni na miejscu 525.).